# Тръпко Стоименов
Тръпко Стоименов е български революционер, деец на Вътрешната македоно-одринска революционна организация.

## Биография
Стоименов е роден в 1880 година в кумановското село Винце, тогава в Османската империя, днес в Северна Македония. Присъединява се към ВМОРО и действа като войвода в кривопаланечко през 1906 година.
| Чета на Тръпко Стоименов, 6 януари 1906 година | Чета на Тръпко Стоименов, 6 януари 1906 година | Чета на Тръпко Стоименов, 6 януари 1906 година | Чета на Тръпко Стоименов, 6 януари 1906 година | Чета на Тръпко Стоименов, 6 януари 1906 година |
| Номер                                          | Име                                            | Селище                                         | Околия                                         | Забележка                                      |
| ---------------------------------------------- | ---------------------------------------------- | ---------------------------------------------- | ---------------------------------------------- | ---------------------------------------------- |
| 1.                                             | Тръпко Стоименов                               | Винце                                          | Кумановска                                     |                                                |
| 2.                                             | Симеон Величков                                | Куманово                                       | Кумановска                                     |                                                |
| 3.                                             | Петър Дончов                                   | Орхание                                        |                                                |                                                |
| 4.                                             | Иван Кръстев                                   |                                                | Врачанска                                      |                                                |
| 5.                                             | Иван Милев                                     | София                                          |                                                |                                                |
| 6.                                             | Иван Стоянов                                   | София                                          |                                                |                                                |
| 7.                                             | Цветко Йосифов                                 | Смолско                                        |                                                |                                                |
| 8.                                             | Аспарух Делиманов                              | Смоквица                                       | Гевгелийска                                    |                                                |
| 9.                                             | Христо Йосифов                                 | София                                          |                                                |                                                |
| 10.                                            | Димитър Георгиев                               | Брезник                                        |                                                | [ 1 ]                                          |